# Magda Julinová
Magda Julinová (rodným jménem Mauroyová, 24. července 1894, Vichy, Francie – 21. prosince 1990, Stockholm, Švédsko) byla švédská krasobruslařka.

## Život
Na olympijských hrách v Antverpách roku 1920 vyhrála ženský individuální závod (tehdy bylo krasobruslení ještě součástí letních her, zimní vznikly až roku 1924). Zajímavostí je, že olympijské zlato získala ve čtvrtém měsíci těhotenství. Dvakrát též vyhrála Severské mistrovství (1919, 1921). Jejím nejlepším umístěním na mistrovství světa bylo šesté místo v roce 1913. Narodila se ve Francii (její rodiče byli Francouzi), ale rodina se odstěhovala do Švédska, když jí bylo sedm let. Po skončení sportovní kariéry se živila jako číšnice, později provozovala kavárnu a poté, až do roku 1971, restauraci.